# Кастрополь
Кастрополь (ісп. Castropol) — муніципалітет в Іспанії, у складі автономної спільноти Астурія. Населення — 3845 осіб (2009).
Муніципалітет розташований на відстані близько 440 км на північний захід від Мадрида, 100 км на захід від Ов'єдо.
Муніципалітет складається з таких паррокій: Бальмонте, Баррес, Кастрополь, Фігерас, Мольдес, Піньєра, Пресно, Сеарес, Толь.

## Демографія
Динаміка населення (INE ):

## Галерея зображень

Розташування муніципалітету
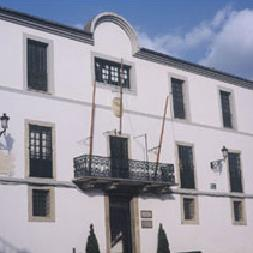
Муніципальна рада
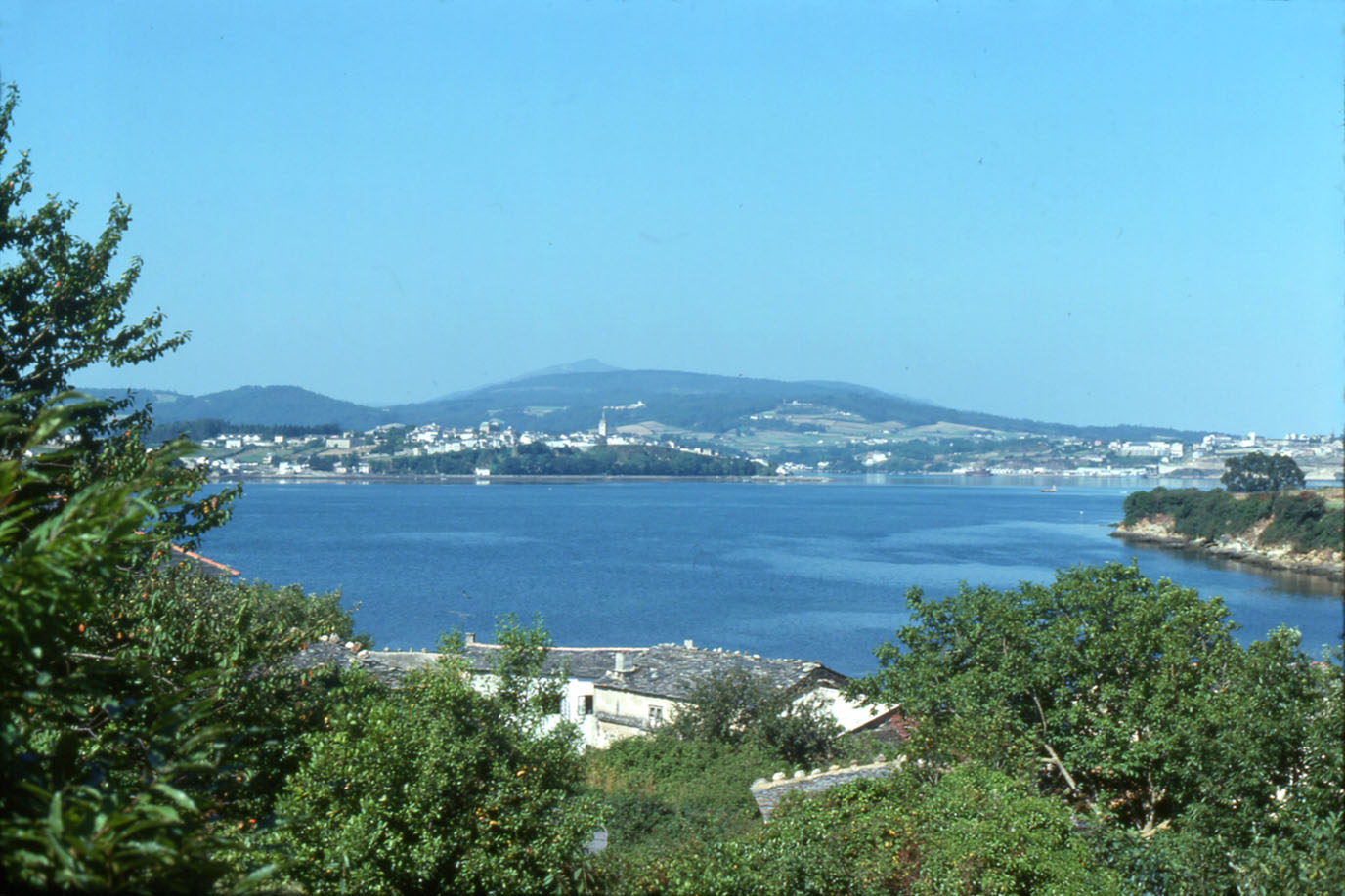
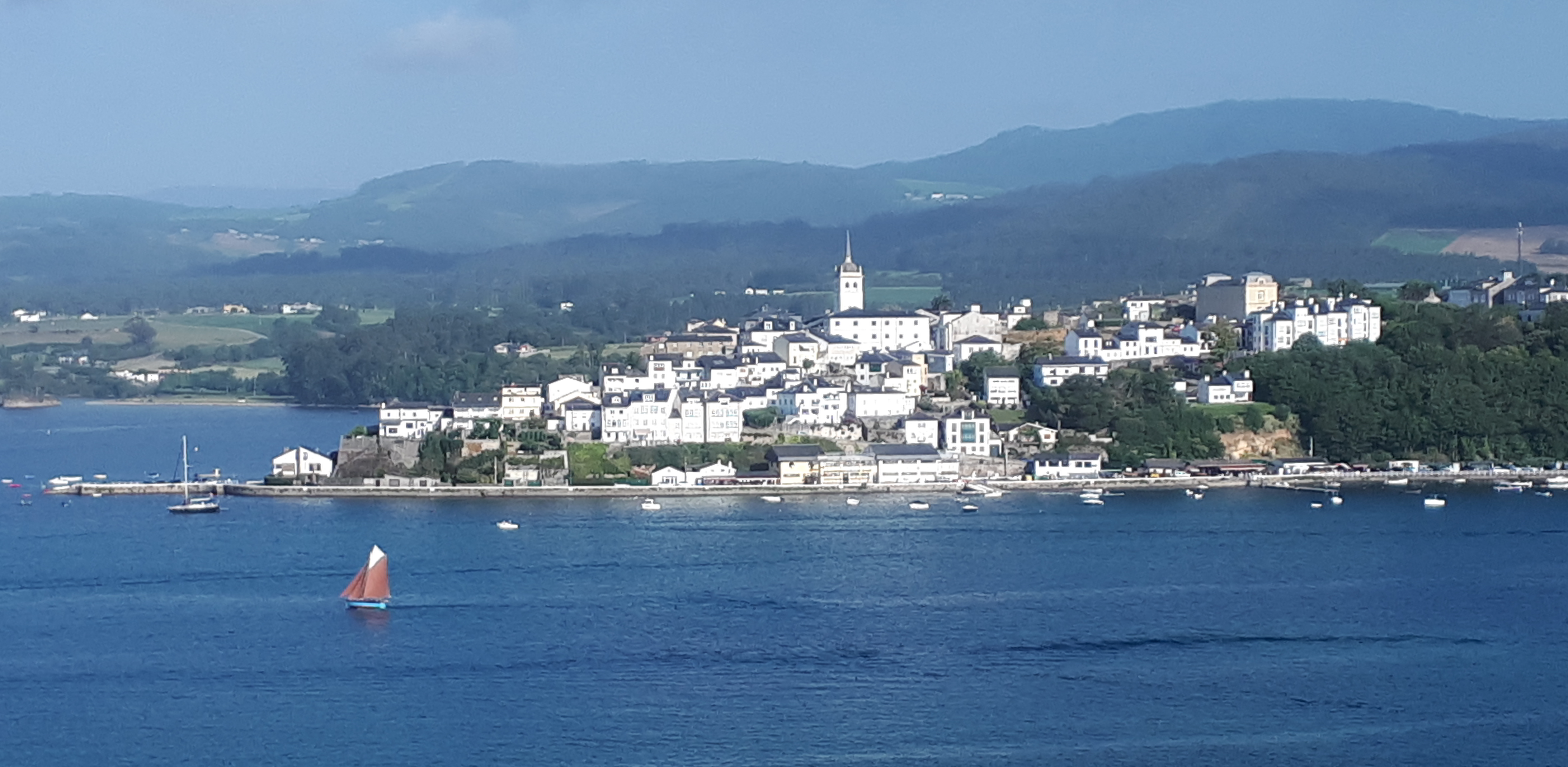
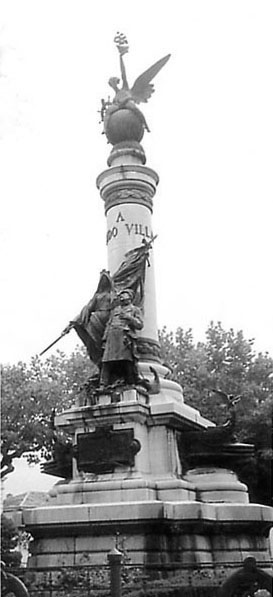
Парк